# 王象之
王象之（1163年—1230年），字儀父，婺州东阳（今浙江东阳）人。
其父王師古，紹興二十四年（1154年）進士，歷任州縣官。
1163年，生于东阳南里（今磐安县尚湖镇大王村），象之早年隨父遍歷江、淮、荊、閩等地。庆元二年（1196年）进士，曾任潼川府（今四川三台）文學、長寧軍（今四川永寧）文學、分寧（今江西修水）縣令。嘉定十四年（1221年）开始编纂《輿地紀勝》200卷，書成後廣受陳振孫的赞赏。